# Naturschutzgebiet Kuckssee und Lapitzer See
Koordinaten: 53° 31′ 41,2″ N, 13° 5′ 31,6″ O
Das Naturschutzgebiet Kuckssee und Lapitzer See ist ein 110 Hektar umfassendes Naturschutzgebiet in Mecklenburg-Vorpommern. Es befindet sich südwestlich von Neubrandenburg und nördlich von Penzlin und wurde am 13. Juni 1995 ausgewiesen. Der Schutzzweck besteht im Erhalt der beiden Flachseen Kuckssee und Lapitzer See mit einem breiten Verlandungsgürtel, quelligen Erlen-Bruchwäldern und waldfreien Moorflächen. Die Seen sind ein wichtiger Rastplatz zahlreicher Vogelarten. Der Gebietszustand wird nur als befriedigend eingeschätzt, da sich umfangreiche Nährstoffeinträge aus benachbarten Flächen nachteilig auswirken. Eine Einsichtnahme in die nicht betretbaren Schutzgebietsflächen ist nur von einem kleinen Weg von Rahnenfelde sowie vom Kukuksberg aus möglich.